# Антоненково
Антоненково (укр. Антоненкове) — село,
Саевский сельский совет,
Липоводолинский район,
Сумская область,
Украина.
Код КОАТУУ — 5923285602. Население по переписи 2001 года составляло 38 человек.
Село указано на специальной карте Западной части России Шуберта 1826-1840 годов как хутора Голевы,позже Голый.      

## Географическое положение
Село Антоненково находится на расстоянии в 1 км от села Рудоман, в 1,5 км — сёла Толстое и Саи.
По селу протекает пересыхающий ручей с запрудой.

## Экономика
- Молочно-товарная ферма.